# Bulbophyllum xanthum
Bulbophyllum xanthum är en orkidéart som beskrevs av Henry Nicholas Ridley. Bulbophyllum xanthum ingår i släktet Bulbophyllum och familjen orkidéer. Inga underarter finns listade i Catalogue of Life.